# Tysketjärnet
Tysketjärnet är en sjö i Arvika kommun i Värmland och ingår i Göta älvs huvudavrinningsområde. Sjön är 12 meter djup, har en yta på 0,034 kvadratkilometer och befinner sig 232 meter över havet.